# L'Isle-sur-la-Sorgue
L'Isle-sur-la-Sorgue (ook wel L'Isle-sur-Sorgue genoemd) is een Franse stad, gelegen in het hart van de Vaucluse, op 25 km van Avignon. L'Isle-sur-la-Sorgue telde op 1 januari 2022 20.315 inwoners.
L'Isle-sur-la-Sorgue wordt ook wel het Venetië van de Provence genoemd. Het werd in de 12de eeuw gebouwd op paalwerken in de moerassen. Het stadje is een toeristische trekpleister. De wekelijkse markt op zondag zorgt voor nog meer toeristen.  

## Geschiedenis
De plaats ontstond als Insule in de 11e en de 12e eeuw op een natuurlijk eiland in de moerassen van de Sorgue. In de 12e eeuw was de stad volledig ommuurd en omgeven door een gracht. De stad telde zes poorten met zes bruggen die toegang gaven tot de stad: Portalet, Porte de Villevieille, Porte des Gorlands, Porte des Frères Mineurs, Porte de Trota Vielas en Porte de Bouïgas. De stad zelf was verdeeld in vier kwartieren: Villevieille, Villeneuve, Villefranche en Ville Boquière. In de tweede helft van de 12e eeuw werd Insule bestuurd door consuls, die jaarlijks werden verkozen.
Het was een van de voornaamste steden van de Comtat Venaissin, de pauselijke staat die pas in 1791 deel werd van Frankrijk. Op de Sorgue waren er watermolens die de textielnijverheid aandreven. Deze nijverheid zorgde voor voorspoed en bleef belangrijk tot de 19e eeuw.  
In 1890 kreeg de gemeente haar naam L'Isle-sur-la-Sorgue (in het Provençaals: L’Illa de Sòrga of L’Ilo de Sorgo).

## Afbeeldingen

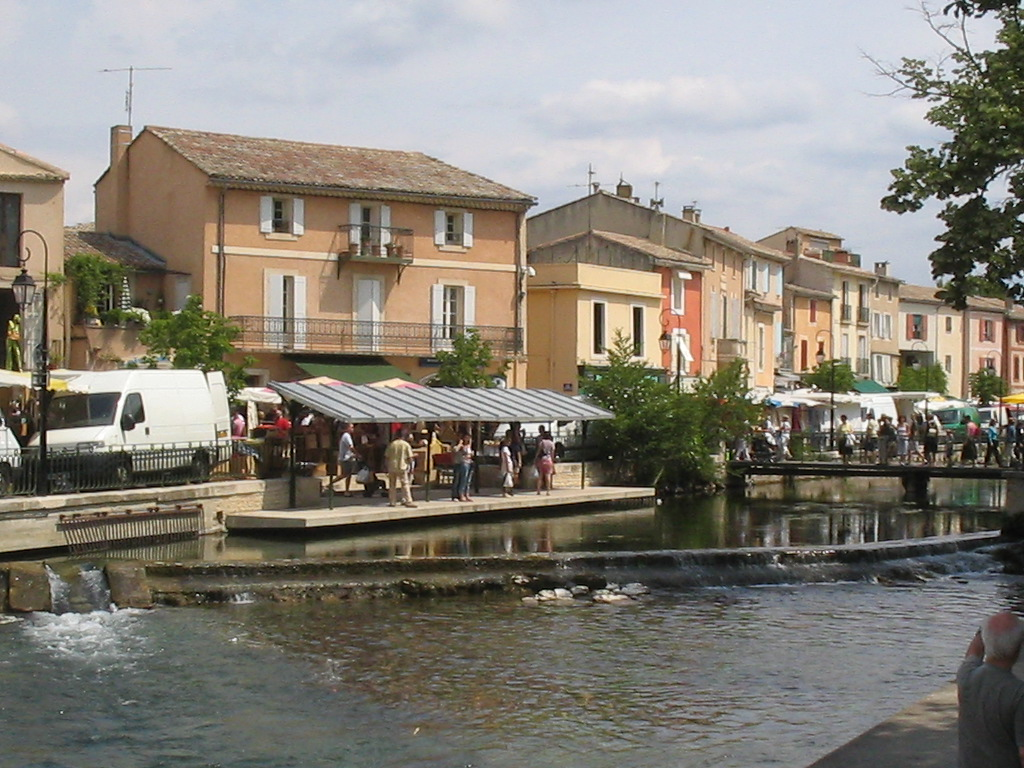
De Sorgue in het stadje
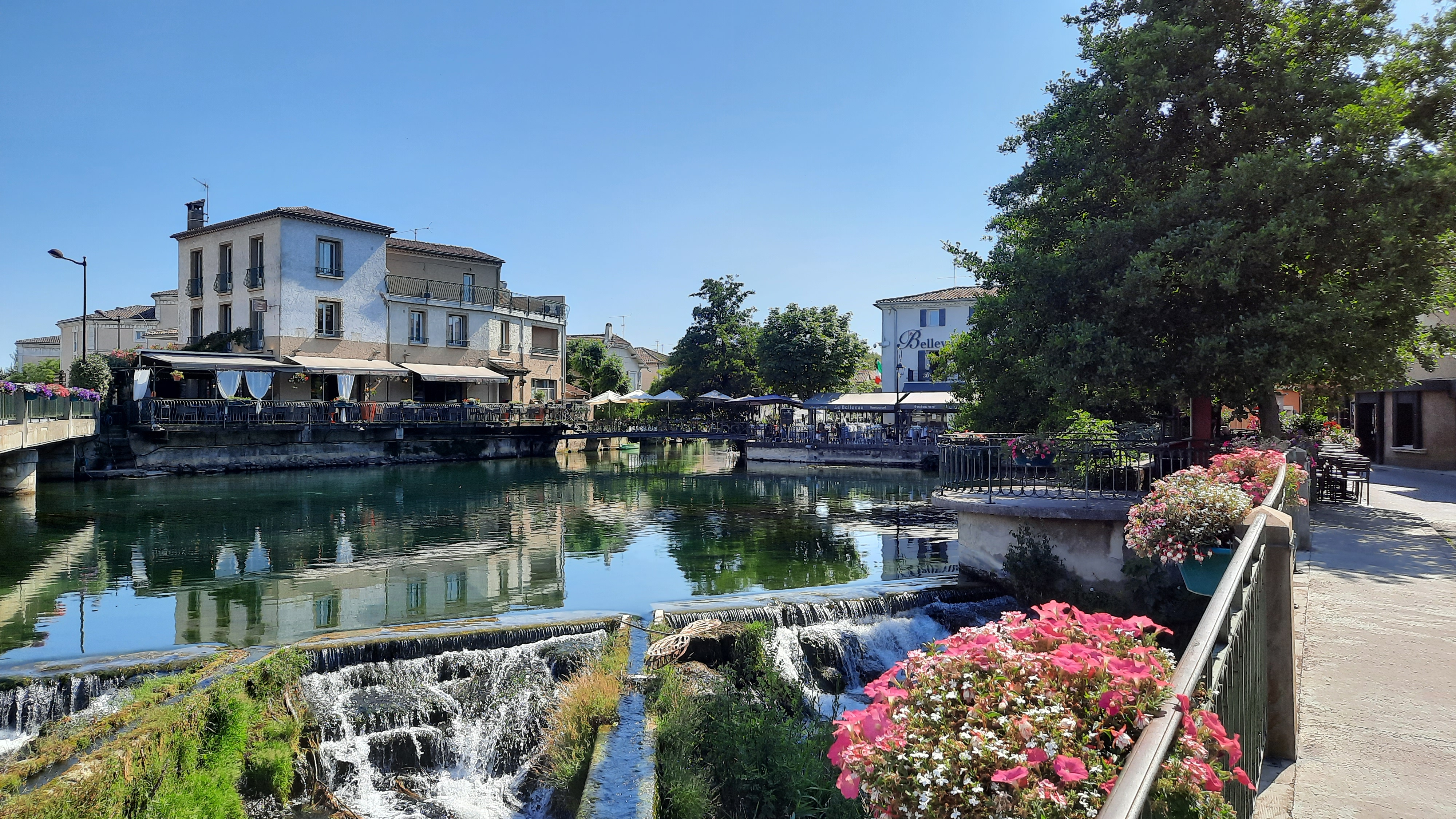
De Sorgue
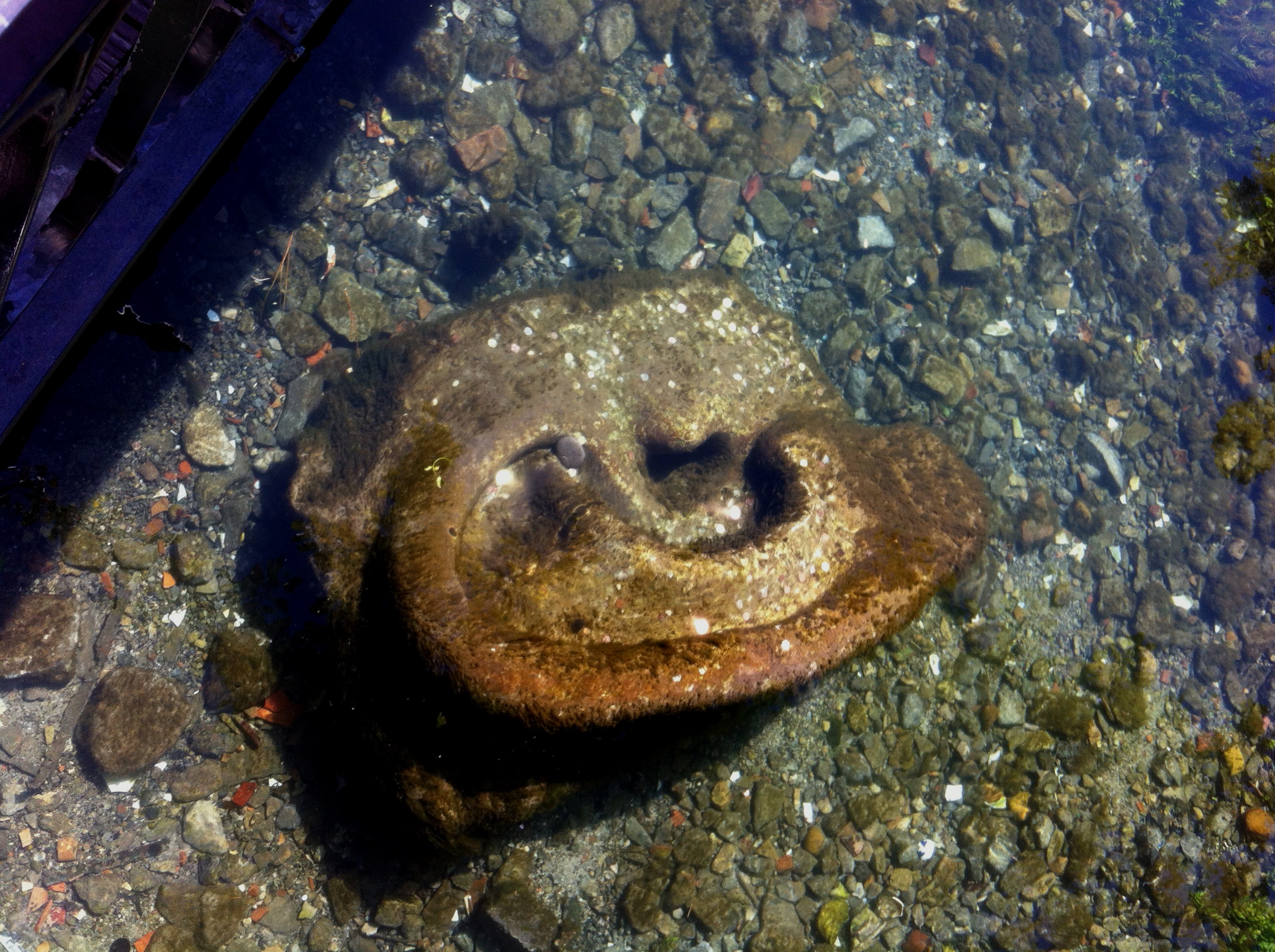
Het oor in de Sorgue, een kunstwerk te aanschouwen vanop de brug over de Sorgue (Alleé du 18 juin).
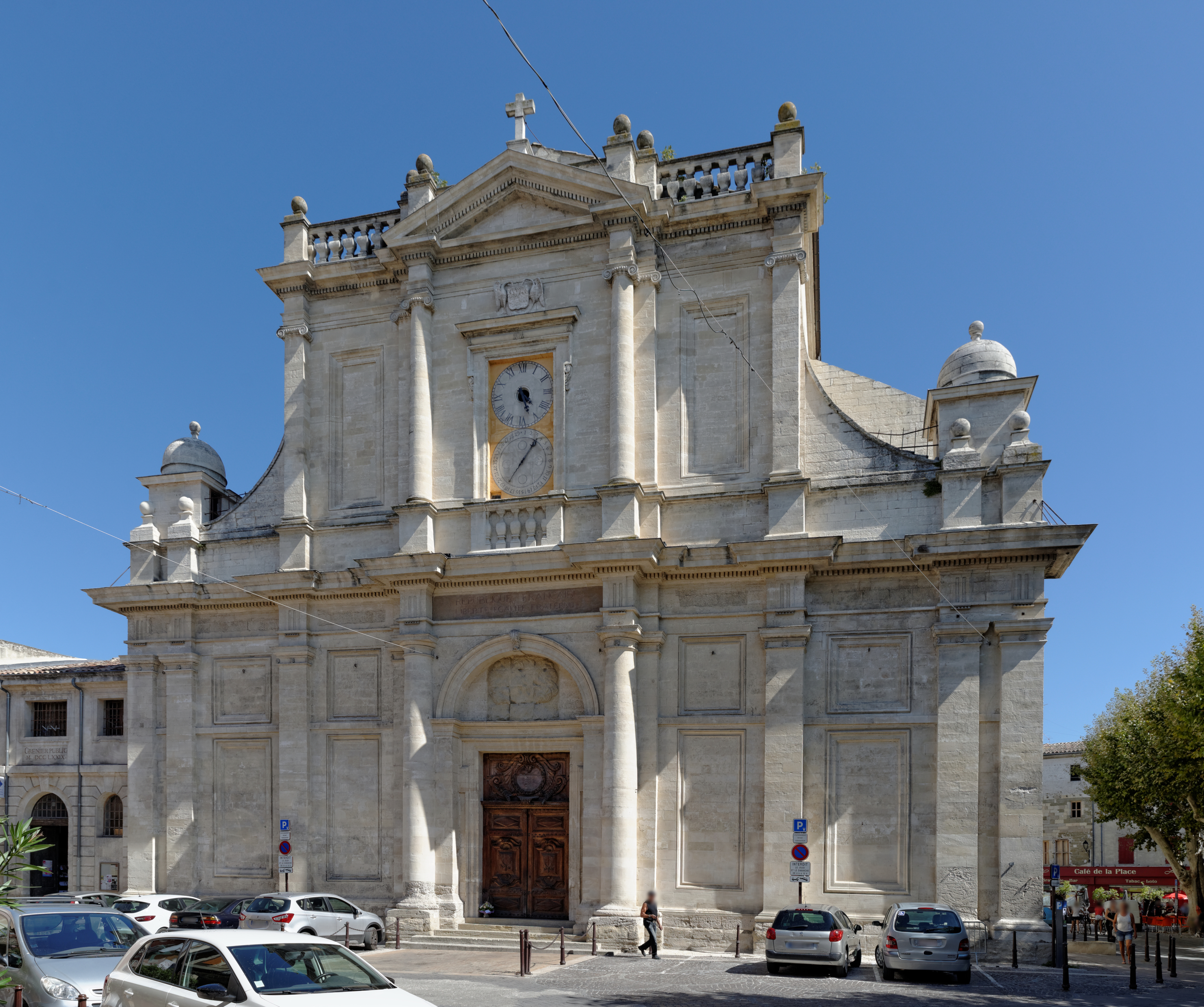
Église Notre-Dame-des-Anges

## Geografie
De oppervlakte van L'Isle-sur-la-Sorgue bedroeg op 1 januari 2022 44,57 vierkante kilometer; de bevolkingsdichtheid was toen 455,8 inwoners per km². Door de stad stroomt de Sorgue.
De onderstaande kaart toont de ligging van L'Isle-sur-la-Sorgue met de belangrijkste infrastructuur en aangrenzende gemeenten.

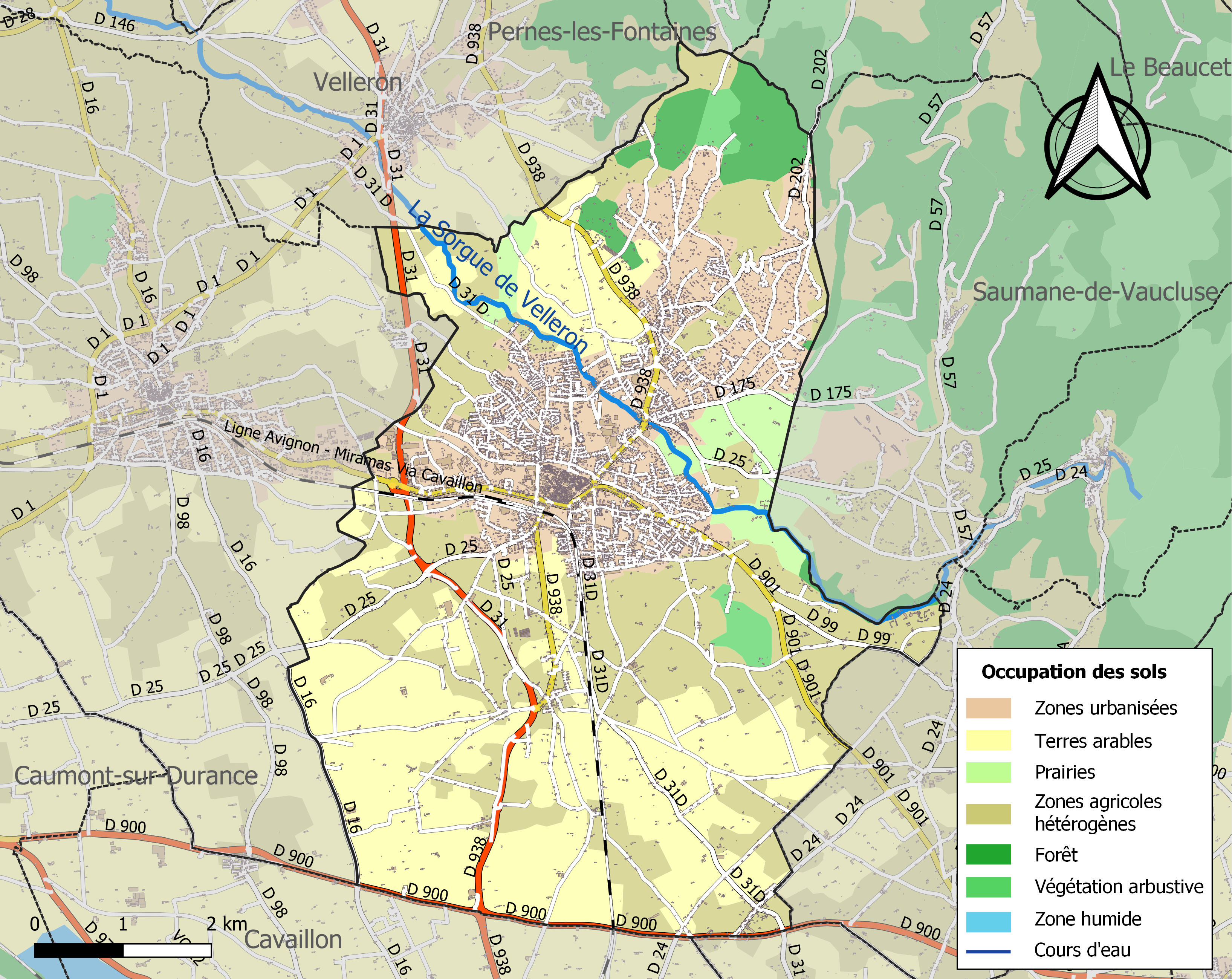

## Demografie
Onderstaande figuur toont het verloop van het inwoneraantal van L'Isle-sur-la-Sorgue vanaf 1962.

## Geboren
- René Char (1907-1988), dichter

## Overleden
Een van de bekendste Nederlandse inwoners van het stadje was in het begin van de jaren zestig de voormalige luitenant-gouverneur-generaal van Nederlands-Indië Hubertus van Mook (1894-1965), die er ook overleed.